# الوداع يا سيد تشيبس
الوداع يا سيد تشيبس (بالإنجليزية: Goodbye, Mr.Chips)‏ هي رواية قصيرة إنجليزية كتبها الكاتب الإنجليزي جيمس هيلتون ونشرها لأول مرة هودر وستوغتون في أكتوبر 1934، تروي قصة حياة المعلم شيبينغ خلال فترة الكساد الكبير في الثلاثينيات.
كانت الرواية من أكثر الروايات مبيعاً في المملكة المتحدة عام 1934 وتم إعادة نشرها في الولايات المتحدة وحققت نجاحاً باهراً، وقد تم تحويل الرواية إلى فيلمين سينمائيين وعرضين تلفزيونيين.

## التاريخ
صدرت القصة الأصلية في عام 1933 كتكملة في جريدة ويكلي البريطانية و الإنجيلية وقد برزت عندما أعيد طبعها كقطعة رئيسية في عدد أبريل 1934 من مجلة ذا أتلانتيك، وساهم نجاح هذا العدد إلى أن يصبح أكثر المنشورات الواعدة، ثم نشرت القصة في شكل كتاب لأول مرة في يونيو 1934.
كانت أزمة الكساد العظيم كبيرة على التجارة والاقتصاد وأزمة لمعظم دور النشر ، ولم يكن لشركة براون للنشر أي استثناء من هذه المخاطر، وقامت بنشر أول نسخة مطبوعة صغيرة، كان هناك طلب جيد عليها مما دفع شركة براون إلى إعادة طباعتها بشكل فوري في نفس الشهر. ظل الطلب طوال العام قويًا ، واستمرت شركة براون للنشر في إعادة طبع الكتاب في الكثير من الإصدارات لعدة أشهر مع طباعتين على الأقل كل شهر.
ذهبت الطبعة البريطانية الأولى إلى الصحافة في أكتوبر 1934، وكان الناشرون هودر وستوكتون قد لاحظوا نجاح الكتاب في الولايات المتحدة مما شجعهم على إصدار أول نسخة مطبوعة وبشكل أكبر، وتم بيع 15000 نسخة في يوم النشر، وسرعان ما وجدوا أنفسهم في إعادة طباعتها حيث أثبت طلب جمهور القراءة على الكتاب أنه لا ينتهي، ومع النجاح الهائل لهذا الكتاب أصبح جيمس هيلتون ضمن الكتاب الأفضل مبيعًا. 

## ملخص الرواية
تحكي الرواية قصة مدرس مدرسة محبوب وهو السيد شيبينغ، والذي أمضى خدمته الطويلة في مدرسة بروكفيلد وهي مدرسة داخلية عامة خيالية في بريطانيا تقع في قرية بروكفيلد الخيالية، وكان السيد شيبس -كما يسميه الأولاد - شخص تقليدي وصارم في معتقداته ويمارس الانضباط الراسخ في الفصل الدراسي.
بعد ذلك يلتقي بامرأة شابة اسمها كاثرين في عطلة في مقاطعة ليك، ويقع في حبها ويتم الزواج بها، ومع الوقت تتسع آرائه وتفكك طريقته التربوية العتيقة، وكان لكاثرين أيضاً تأثير سحري عى معلمي بروكفيلد ومديرها وتنتصر لصالح تلاميذ بروكفيلد، ولكن كان زواجهما لم يدم طويلاً حيث ماتت أثناء الولادة، ولم يقم بعدها بالزواج مرة أخرى ولا لديه اهتمام رومانسي آخر.
أحد المواضيع المؤثرة والمثيرة في الكتاب هو أن تشيبينغ يتفوق على جميع أقرانه في المجال الأكاديمي ولكن المشكلة في أنها في مجال اليونانية الكلاسيكية واللاتينية (مواده الأكاديمية) وهي لغات ميتة، مما يجعله شخص ذو نمط غريب عن الحياة العادية وغريب في رأي الأخرين، ورغم أنه مدرس يحظى بتقدير كبير من قبل الطلاب ومديري المدرسة ولكنه لا يحظى بإعجاب عام.
تتعرض المدرسة فيما بعد للتراجع وتصبح ذات مستوى سيء، مما تدفع المعلم شيبس إلى تطوير حسه الفكاهي ليرضي الجميع. ورغم ذلك يصبح إلى حد ما مفارقة تاريخية، فمع نمطه عتيق ومعلم للغات كلاسيكية منقرضة وهو مثير للشفقة على عزلته.
وعلى فراش الموت يتحدث عن الإنجاز الذي شعر به كمعلم للأولاد. من نواح كثيرة يمكن قراءة الرواية كتأمل في معنى حياة لا مثيل لها وتعيشها بهدوء.
على الرغم من أن الكتاب عاطفي بلا خجل إلا أنه يصور التغييرات الاجتماعية الكاسحة التي يمر بها تشيبس طوال حياته: يبدأ فترة ولايته في بروكفيلد في سبتمبر 1870 ، في سن 22 ، حيث اندلعت الحرب الفرنسية البروسية، وتوفي في نوفمبر 1933 عن عمر يناهز 85 عامًا.
بالنسبة للقارئ الحديث ، فإن حقيقة أن هذا بعد فترة وجيزة من صعود أدولف هتلر إلى السلطة يؤطر القصة بشكل كبير ، ولكن مع مؤثرة إضافية. لم يكن المؤلف ولا قراء تلك الطبعات المبكرة على علم بالدمار الذي سيجلبه هتلر إلى أوروبا في غضون بضع سنوات.

## الاقتباسات

### الراديو
تم بث تكيف لمدة 50 دقيقة من قبل جيمس هيلتون وباربارا بورنهام على برنامج بي بي سي الوطني في الساعة 20:00 يوم 23 يوليو 1936 ، مع ريتشارد غولدن في جزء العنوان وطاقم ضم نورمان شيلي ، رونالد سيمبسون ، لويس شو وهيرميون هانين .  كان هناك تكرار للبث مساء اليوم التالي. 
تم بث راديو من قبل مسرح لوكس راديو من بطولة لورانس أوليفييه وإدنا بست وقدمته سيسيل ديميل لأول مرة في 20 نوفمبر 1939.

### مسرح
قامت باربارا بورنهام بتكييف الكتاب لإنتاج مسرحي في ثلاثة أعمال ، تم إجراؤها لأول مرة في مسرح شافتسبري في 23 سبتمبر 1938 ، مع ليزلي بانكس مثل السيد تشيبس وكونستانس كامينغز كزوجته كاثرين.  ركض لأكثر من 100 عرض  حتى 14 يناير 1939. 
تم عرض مسرحية موسيقية على أساس الرواية الأصلية ، ولكن باستخدام معظم درجات ليزلي بريكوس الصوتية لفيلم 1969 ، في مهرجان تشيتشيستر وافتتح في 11 أغسطس 1982. الكتاب من إعداد رولاند ستارك وإخراج الإنتاج باتريك جارلاند وكريستوفر سيلبي. من بين الممثلين في مهرجان Chichester كان جون ميلز مثل السيد شيبس ، كوليت جليسون مثل كاثي ، نايجل ستوك مثل ماكس ، مايكل سادلر وروبرت ميدمور في الأدوار المساندة ، و 20 من طلاب المدارس المحلية ، بما في ذلك كيفين فارار الذي اختاره Bricusse للغناء النهائي الآية من "School Song" الشهيرة ، والتي تظهر على ألبوم الممثلين الأصلي الذي تم تسجيله على ملصق 'That Entertainment Records' TER 1025 في Abbey Roads Studios في لندن في 17/18 أغسطس 1982. JAY-jay Records لديها أيضًا إصدار منه.

### أفلام

#### فيلم 1939
هذا الإصدار من بطولة روبرت دونات ، وجرير غارسون ، وتيري كيلبورن ، وجون ميلز ، وبول هنريد . فاز دونات بجائزة الأوسكار لأفضل ممثل عن أدائه في الدور القيادي ، بفوزه على كلارك جابل وجيمس ستيوارت ولورانس أوليفييه وميكي روني . في حين أن بعض الحوادث الموضحة في تعديلات الشاشة المختلفة لا تظهر في الكتاب ، فإن هذا الفيلم عمومًا مخلص للقصة الأصلية. تم تصوير الأجزاء الخارجية لمباني مدرسة Brookfield الخيالية في مدرسة Repton ،   مدرسة مستقلة (في وقت التصوير ، للبنين فقط) ، تقع في قرية ريبتون ، في ديربيشاير ، في ميدلاندز منطقة إنجلترا ، في حين تم تصوير المساحات الداخلية وساحات المدارس والملاحق ، بما في ذلك اللقطات الخارجية المفترضة لجبال تيرول النمساوية ، في استوديوهات دينهام السينمائية ،  بالقرب من قرية دينهام في باكينجهامشير . بقي حوالي 200 فتى من مدرسة ريبتون على أيام العطلة المدرسية حتى يتمكنوا من الظهور في الفيلم. 

#### فيلم 1969
في عام 1969 ظهرت نسخة فيلم موسيقي، وبطولة بيتر أوتول و بيتولا كلارك ، مع الأغاني التي كتبها ليسلي بريكوسي و تسطير التي كتبها جون وليامز . في هذا الإصدار ، تم توسيع شخصية كاثرين إلى حد كبير ، وتم تحريك إعداد الوقت للقصة إلى الأمام عدة عقود ، مع بداية مهنة شيبس في أوائل القرن العشرين ومسيرته اللاحقة التي تغطي الحرب العالمية الثانية ، بدلاً من الحرب العالمية الأولى . تم الإشادة بأداء أوتول وكلارك على نطاق واسع. في حفل توزيع جوائز الأوسكار الـ42 ، تم ترشيح أوتول لجائزة الأوسكار لأفضل ممثل ، وفاز بجائزة غولدن غلوب لأفضل ممثل في فيلم موسيقي أو كوميدي .

### التلفاز

#### مسلسل 1984
في عام 1984 تم تكييفه كمسلسل تلفزيوني من قبل بي بي سي . قام ببطولة Roy Marsden و Jill Meager وركض لمدة ست حلقات نصف ساعة. تم تصوير العديد من المشاهد في مدرسة ريبتون ، ديربيشاير ، في محاولة للبقاء مخلصين للفيلم الأصلي. 

#### مسلسل 2002
تم إنتاج تكيف فيلم تلفزيوني من قبل STV Productions (المعروفة آنذاك باسم "SMG TV Productions") في عام 2002. تم بثه على شبكة ITV في بريطانيا وعلى مسرح تحفة PBS في الولايات المتحدة. قام ببطولة مارتن كلونيس وفيكتوريا هاميلتون مع هنري كافيل وويليام موزلي وأوليفر روكسون وهاري لويد . 

### المحاكاة الساخرة
وداعا ، تم محاكاة ساخر السيد شيبس في البرامج الكوميدية البريطانية Hale and Pace (مثل Piss Off ، Mr. Chips ) و Big Train .

### أعمال أخرى
صرح فينس جيليجان مؤلف ومخرج البرنامج التلفزيوني الشهير "اختلال ضال" بأ، قصة المسلسل بنيت على أن شخصية بطل المسلسل والتر وايت سيتحول من السيد شيبز" إلى "سكارفيس" من خلال دورة المسلسل. 

## روابط خارجية
- الوداع يا سيد تشيبس على موقع الموسوعة البريطانية (الإنجليزية)